# Ulica Franciszkańska w Krakowie
Ulica Franciszkańska – ulica w Krakowie, w dzielnicy I Stare Miasto, na Starym Mieście. Łączy ulicę Zwierzyniecką z placem Wszystkich Świętych oraz ulicą Grodzką.

## Historia
Ulica ta w obecnym kształcie jest stosunkowo młoda. Niegdyś było to tylko przejście pomiędzy kościołem franciszkanów a pałacem Biskupim na ul. Grodzką. Ponieważ wylot tej uliczki zamykały mury obronne, była ona raczej zaułkiem. Początkowo nie posiadała oficjalnej nazwy, w dawnych dokumentach określa się ją jako Biskupią, Kocią lub Kącią. Po zburzeniu kościoła Wszystkich Świętych w 1838 r., wszystkich murów obronnych i wieży Franciszkanów (po pożarze w 1850) powstał obecny plac Wszystkich Świętych i w teraźniejszym kształcie ul. Franciszkańska. Pierwszą linię tramwajową otwarto tu 17 stycznia 1913 r.
W 2010 roku został przeprowadzony remont ulicy połączony z modernizacją torowiska tramwajowego.

## Budynki
- ul. Franciszkańska 1 – pałac Sanguszków, należący do Uniwersytetu Papieskiego Jana Pawła II.
- ul. Franciszkańska 2 (pl. Wszystkich Świętych 5 – kościół św. Franciszka z Asyżu i klasztor oo. franciszkanów.
- ul. Franciszkańska 3 – Pałac Biskupi. Wiadomo, że istniał już w XIII wieku i że w 1462 r. spłonął wraz z klasztorem i kościołem Franciszkanów. Od tego czasu przechodził kolejne odbudowy i renowacje. Nad jego ozdobą pracowali m.in. Jan Maria Padovano oraz Gabriel Słoński. Wiele strat poczynił w pałacu pożar w 1850 r. – spłonęły wówczas urządzone przez biskupa Jana Pawła Woronicza wnętrza. Dziś jest to, po Wawelu, największy pałac w Krakowie. Pałac ten jest siedzibą biskupów krakowskich.
- ul. Franciszkańska 4 – Wyższe Seminarium Duchowne Franciszkanów.

## Wydarzenia
Plac przy ulicy był stałym miejscem spotkań z odwiedzającym Kraków Janem Pawłem II, Benedyktem XVI i Franciszkiem. Obecnie przy ulicy często organizowane są czuwania, koncerty oraz corocznie franciszkańska Żywa Szopka. Ulicą tą wiedzie trasa corocznego Pochodu Lajkonika.

## Galeria

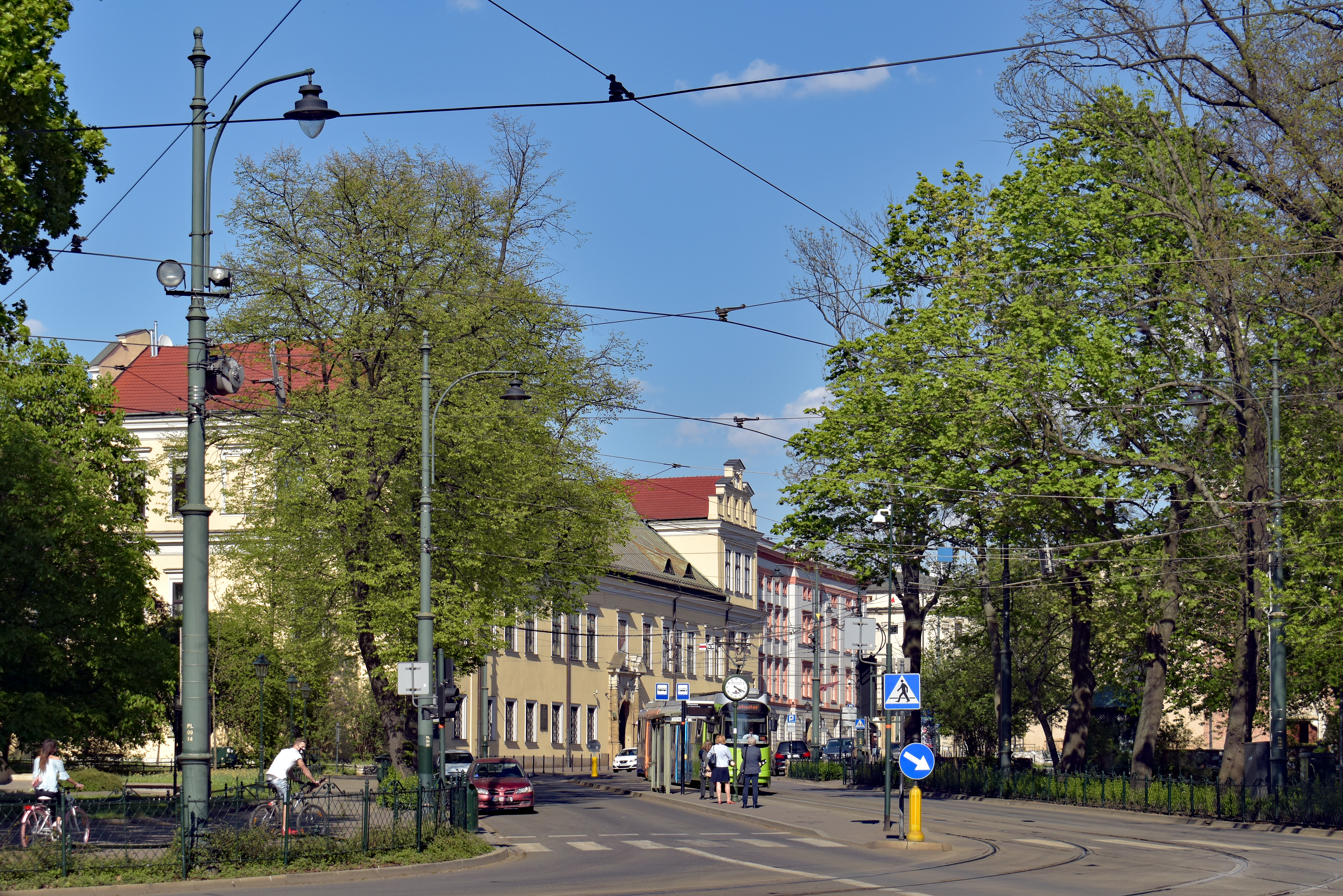
Widok z ul. F. Straszewskiego
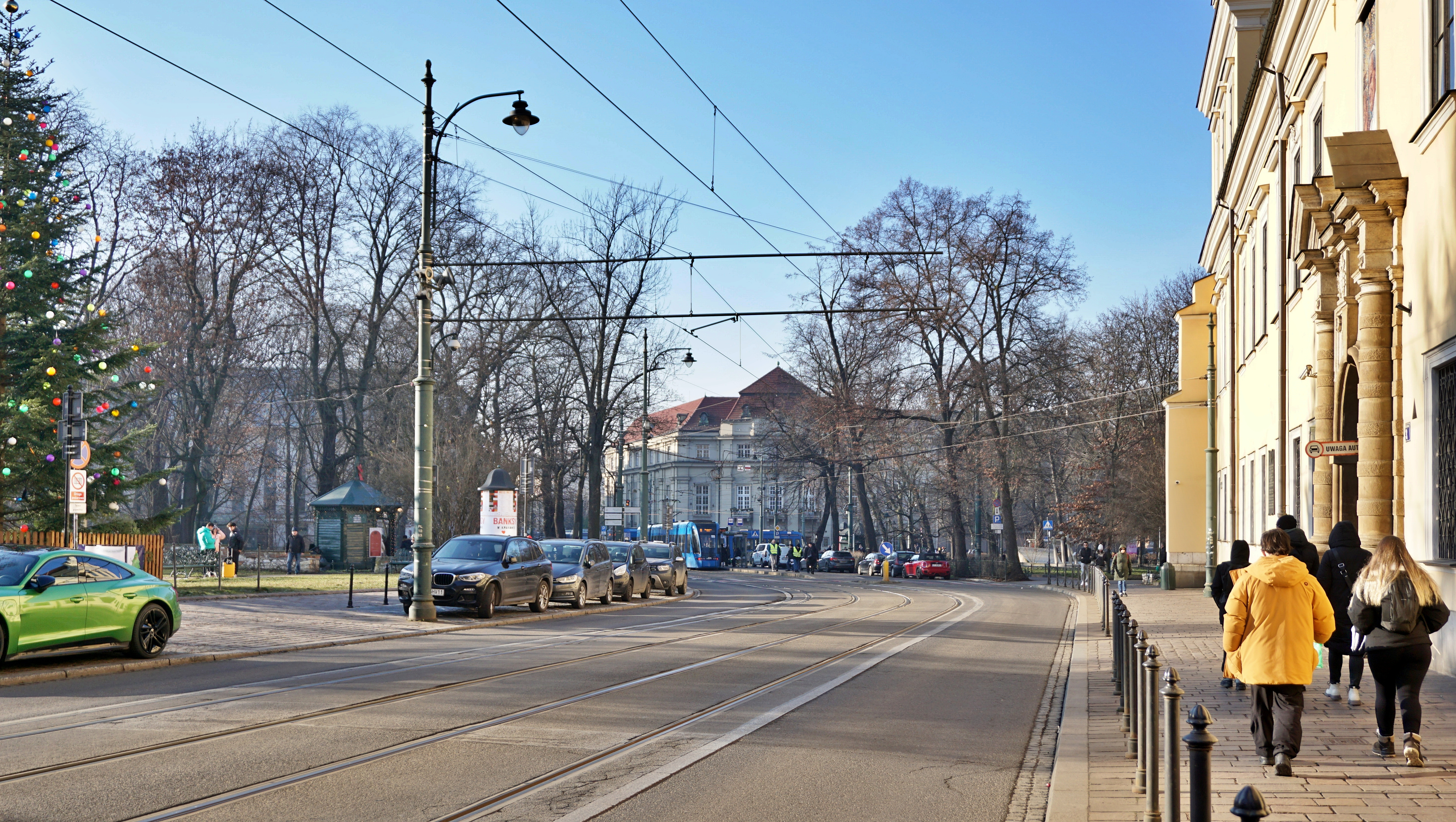
Widok na zachód, po prawej Pałac Biskupi
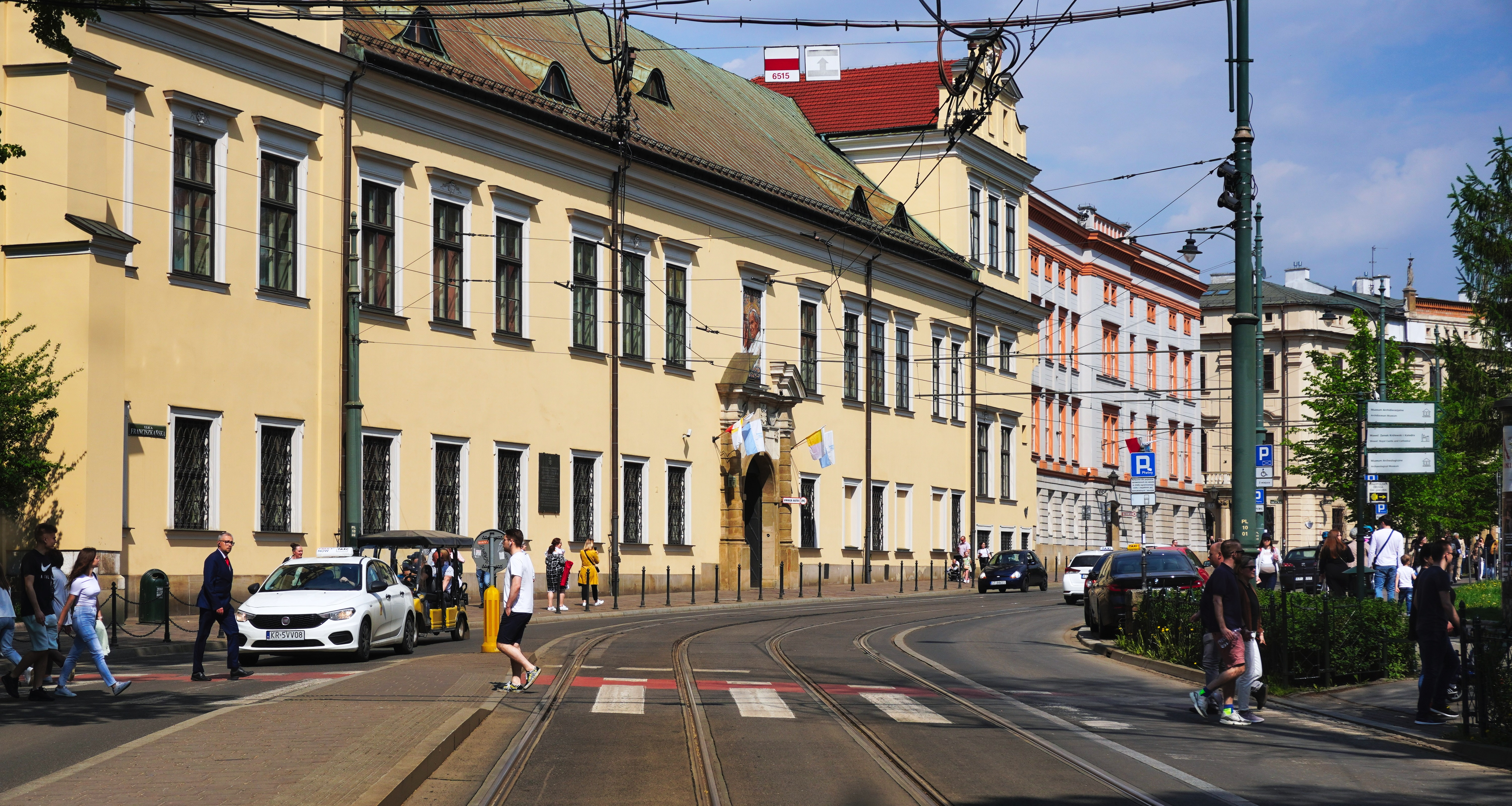
Widok od zachodu, od Plant w stronę placu Wszystkich Świętych
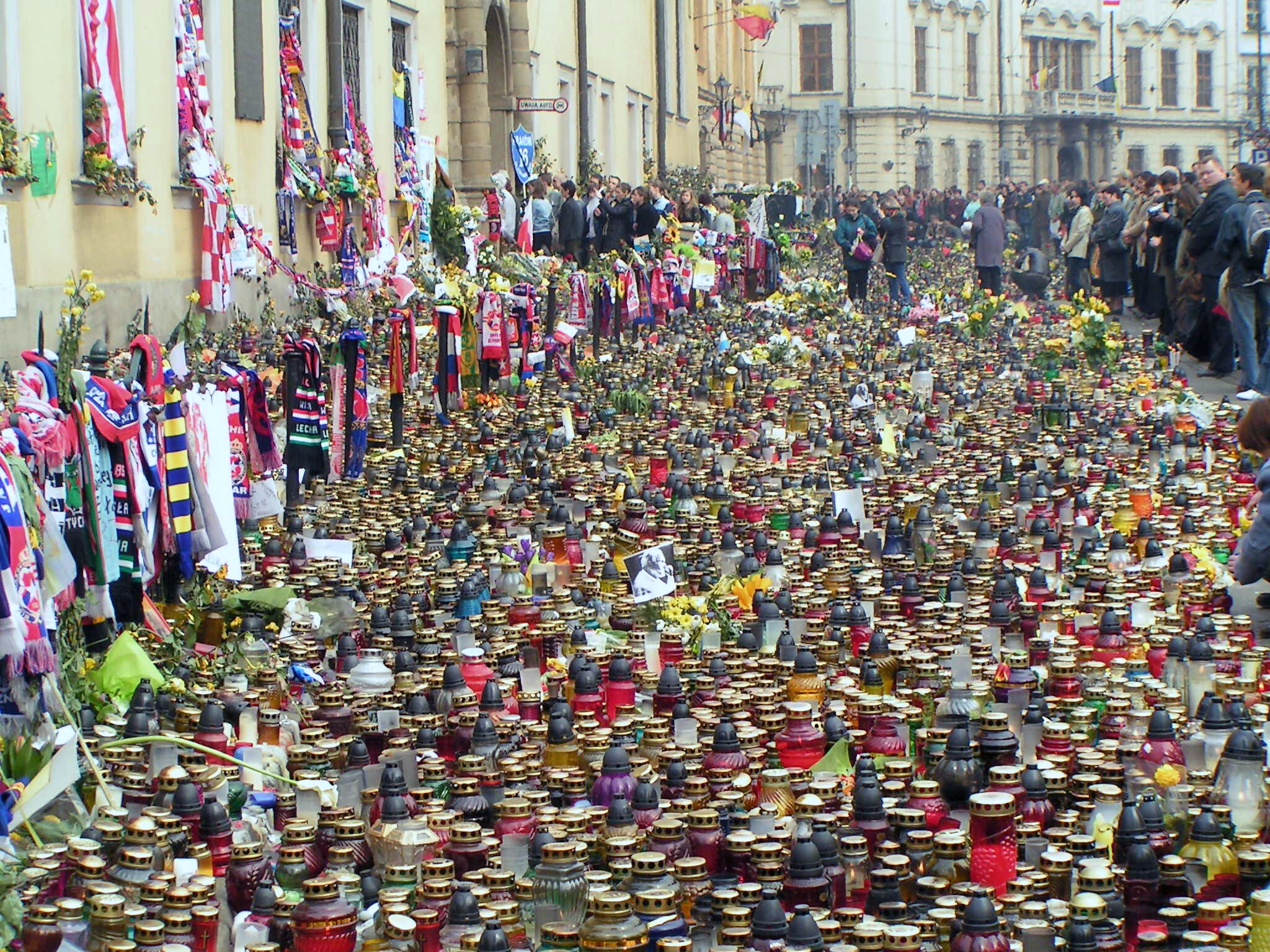
Znicze przed Pałacem Biskupim cztery dni po śmierci papieża Jana Pawła II (2005)
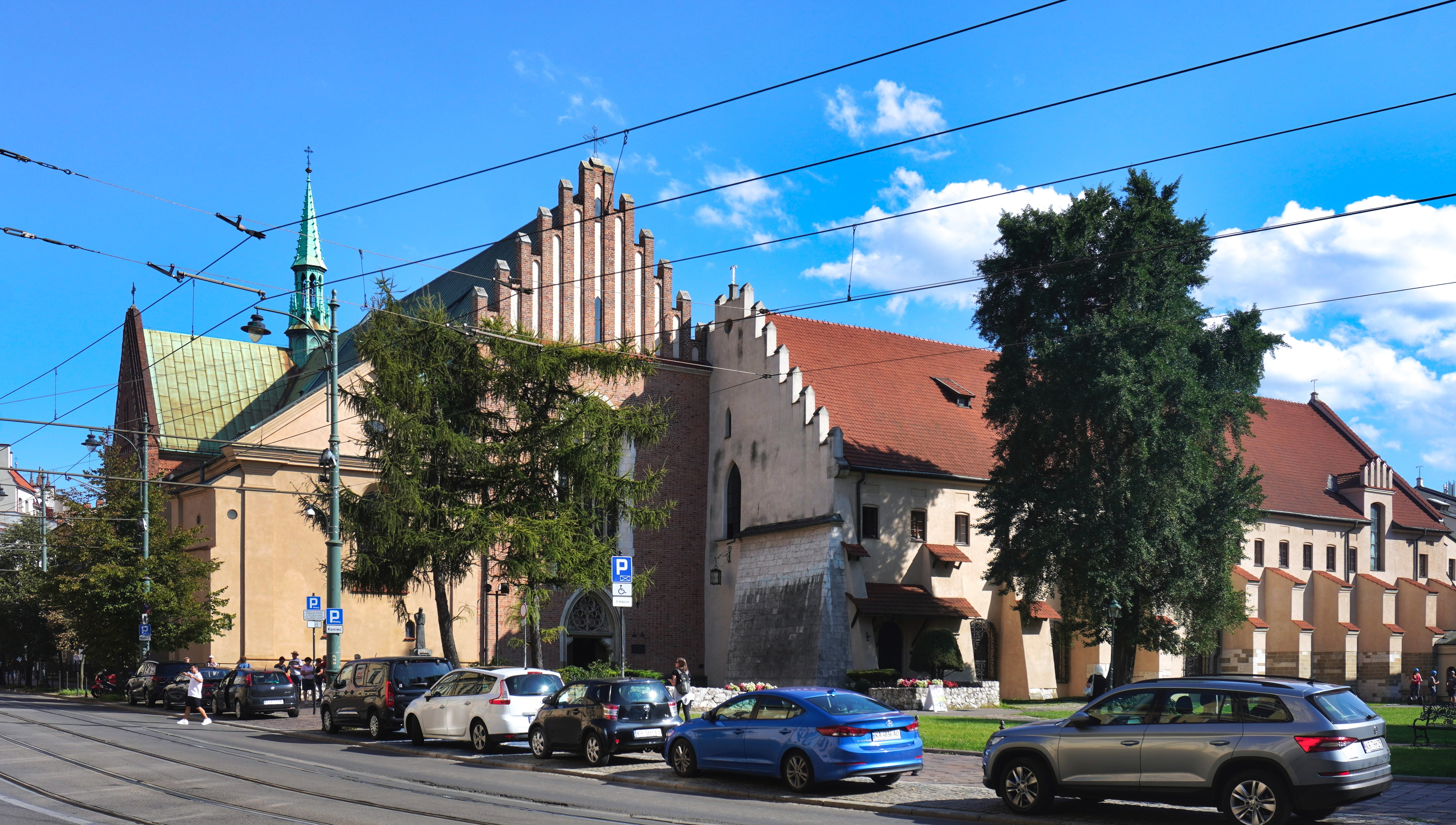
ul. Franciszkańska 2 Bazylika św. Franciszka z Asyżu i klasztor franciszkanów
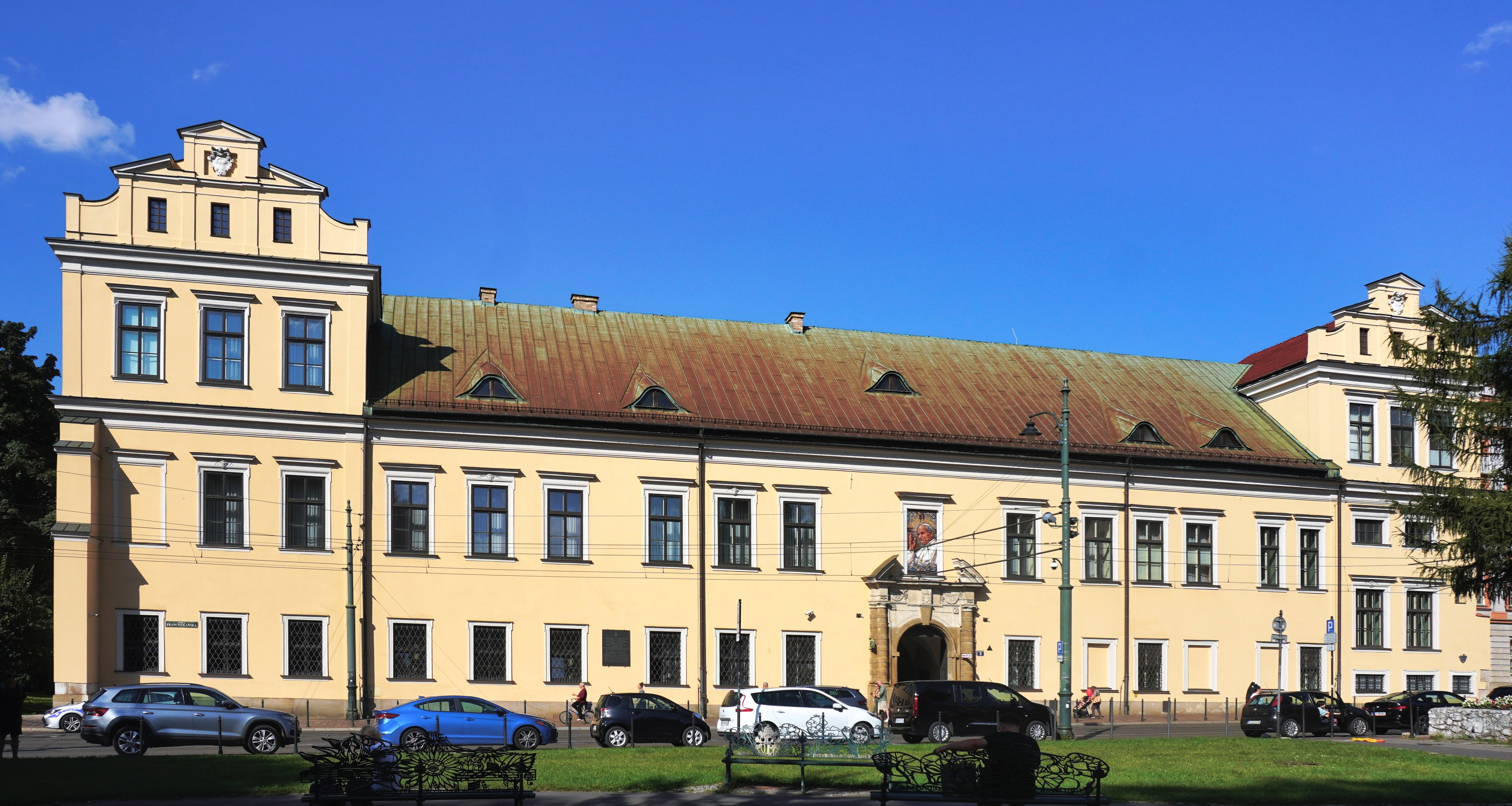
ul. Franciszkańska 3 Pałac Biskupi